# Рэгіянальная газета
Рэгіянальная газета (укр. Регіональна газета) — щотижнева суспільно-політична газета білоруською мовою.
Білоруський незалежний суспільно-політичны тижневик. Головний редактор Аляксандр Манцевич. Друкується білоруською мовою. Виходить щоп'ятниці. Наклад: 6 500 примірників. Редакція знаходиться у місті Молодечно.
Має електронну версію — http://rh.by.
В рамках погрому незалежних білоруських ЗМІ 19 липня 2021 року пройшли обшуки в редакції і у журналістів, головного редактора допитали. Підстави були невідомі, у співробітників забрали техніку. 22 липня редакція повідомила, що припиняє випуск газети на папері.
У 2022–2023 білоруські суди визнали екстремістськими матеріалами сайт, соціальні мережі, Telegram-канал газети, а потім її саму. У 2023 році проти редактора «Регіональної газети» Олександра Манцевича порушили кримінальну справу.

## Історія
Засновано газету 28 квітня 1995 року.

## Видавництво
ТОВ "Рэдакцыя газеты «Рэгіянальная газета».

## Регіон розповсюдження
Видання об'єднує інформаційний простір чотирьох районів Мінської області (Молодечнєнський, Вілейський, Мядельський і Воложинський) і трьох районів Гродненської області (Сморгонський, Ошмянський, Островецький) біля кордону Білорусі з Литвою.

## Зміст
Виходить газета на 24 аркушах формату А3.
Основними розділами газети є:
- Адна зямля — Одна земля (культура)
- Базарны дзень — Базарний день (економіка)
- Куфэрак — Скриня (історія)
- Вакол здарэння — Навколо події
- Грамадства — Суспільство
- Сектар спорту — Сектор спорту
- Рэклама і аб'явы — Реклама і оголошення
- Тэлетыдзень — Телетиждень (Програма телебачення) та інші

## Українська тематика
Серед іншого є українська тематика.
Це обумовлено тим, що в Молодечно діє культурно-просвітницьке товариство українців «Краяни», а у селі Косута нинішнього Вілейського району 22 жовтня 1672 року народився Пилип Орлик.

## Нагороди
- Диплом інституту FOJO, Швеція, за найлепши редизайн Інтернет-сайту[9]
- Друге місце в номінації «Дебют» конкурсу «Вільне слово» (2013) (журналістка Зоя Хруцкая)[10]
- Диплом за перемогу в номінації «Найкраща роз'яснювальна стаття» конкурсу «Найкраща регіональна газета року 2013», організованого Асоціацією видавців регіональної преси «Об'єднані Масмедіа» (Білорусь)[11]
- Друге місце в номінації «Найкраща регіональна газета року» конкурсу «Найкраща регіональна газета року 2013», організованого Асоціацією видавців регіональної преси «Об'єднані Масмедіа» (Білорусь)[11]